# Grosvenor Bridge
Grosvenor Bridge (IPA /'grəʊvnə/), nazywany też Victoria Railway Bridge, to kolejowy most nad Tamizą w Londynie znajdujący się pomiędzy Vauxhall Bridge a Chelsea Bridge.
W rzeczywistości most ten składa się dwóch mostów zbudowanych w połowie XIX wieku. Wschodnia część została wybudowana w latach 1858–1860 przez London, Chatham and Dover Railway, aby uzyskać połączenie kolejowe z Victoria Station. Był to zarazem pierwszy most kolejowy nad Tamizą. Zachodnia część została zbudowana przez Londyn, Brighton i South Coast Railway w latach 1865–1866. Projektantami dwóch części mostów byli odpowiednio: Sir John Fowler oraz Charles Fox. Oba mosty zostały odbudowane w konstrukcji stalowej w latach 1963–1967.